# Петров Василь Родіонович
Василь Родіонович Петро́в (рос. Василий Родионович Петров; нар. 12 березня 1875, Олексіївка — пом. 4 травня 1937, Москва) — російський і радянський оперний співак (бас), педагог; народний артист РРФСР з 1933 року.

## Біографія
Народився 28 лютого [12 березня] 1875 року в селі Олексіївці (тепер Первомайський район Харківської області, Україна). У юнацтві працював в українській оперній трупі О. Суходольського. В 1902 році закінчив Московську консерваторію (клас співу Антона Барцала). В 1902—1937 роках — соліст Большого театру у Москві. У 1925—1929 роках був вокальним керівником Оперного театру імені Станіславського, у 1935—1937 роках оперної студії Большого театру. В останні роки життя вів педагогічну роботу в Музичному технікумі імені Глазунова.
Помер в Москві 4 травня 1937 року. Похований на Введенському кладовищі (ділянка № 10).

## Творчість
Партії
- Кончак («Князь Ігор» Бородіна);
- Руслан («Руслан і Людмила» Глинки);
- Досифей («Хованщина» Мусоргського);
- Мельник («Русалка» Даргомизького);
- король Треф («Любов до трьох апельсинів» Прокоф'єва);
- Мефістофель («Фауст» Гуно).

Гастролював в містах Росії і за кордоном, брав участь у виконанні російських опер в Берліні («Кролль-опера», 1909 рік), Парижі та Лондоні (1913, 1914 роки) і інше. Мав великий концертний репертуар, вперше в Росії (в Москві) виконав партію Ісуса Христа в «Страсті за Матвієм» Й. С. Баха (1913 рік, диригент М. М. Іпполітов-Іванов), брав участь у виконанні 9-ї симфонії Людвіга ван Бетховена (в тому числі в 1901 році на відкритті Великого залу Московської консерваторії) і інше.